# Битва біля Пирогівки
Пирогівська битва або битва на Десні — битва, що сталась 21 лютого 1664 року на переправі біля села Пирогівка під Новгородом-Сіверським (нині Сумська область), в якій московсько-козацьке військо здобуло перемогу над польською армією короля Яна II Казимира.

## Передумова
Після невдалої облоги Глухова польська армія, в якій було багато західноєвропейських найманців, попрямувала у бік Новгорода-Сіверського. Кримські татари через напади на їх володіння царських військ під командуванням Григорія Косагова, а також запорізьких (Іван Сірко) і донських козаків, поспішили покинути короля.

## Хід битви
20 лютого 1664 року польська армія почала переправу по крихкому льоду на правий берег Десни. На наступний день, коли половина підрозділів перебувала ще на лівому березі, по ним несподівано вдарило московське військо князя Григорія Ромодановського і чотири козацьких полки лівобережного гетьмана Івана Брюховецького. У відкритому бою загинуло більше 1000 поляків, росіяни та козаки захопили обоз та артилерію.
За свідченнями козацького літопису Самовидця, а також літописця Григорія Грабянки, якщо б до битви приспіли інші частини війська Московщини (наприклад, військо князя Якова Черкаського з Брянська або князя Григорія Куракіна з Путивля), то польська армія була б розгромлена повністю і король не зміг би врятуватися. Після битви, польська армія розділилася, Стефан Чарнецький подався на Чернігів, тоді як Ян II Казимир рушив на північний захід, у бік білоруських земель. Втрати поляків при відступі від голоду (велика частина обозу було втрачено) та переслідуючих їх сил були дуже важкими, про що свідчать мемуари французького герцога Антуана де Грамона, який перебував на службі у короля
Під час короткого перебування в Новгороді-Сіверському польський польовий суд засудив до розстрілу полковника Івана Богуна що перебував при війську, за те що той нібито передавав московській стороні таємні відомості. Продовживши шлях до Могильова, в березні Ян II Казимир зазнав ще однієї поразки у битві під Дроковом, де його наздогнали війська Якова Черкаського.

## Наслідки
За перемогу на Десні князь Ромодановський був пожалуваний у бояри.  А гетьман Іван Брюховецький за перемогу над польським військом у Пироговській битві одержав у Москві боярський титул. Також він одружився з княжною Дарією Ісканською з роду Долгоруких.